# Schiavitù nell'antica Grecia

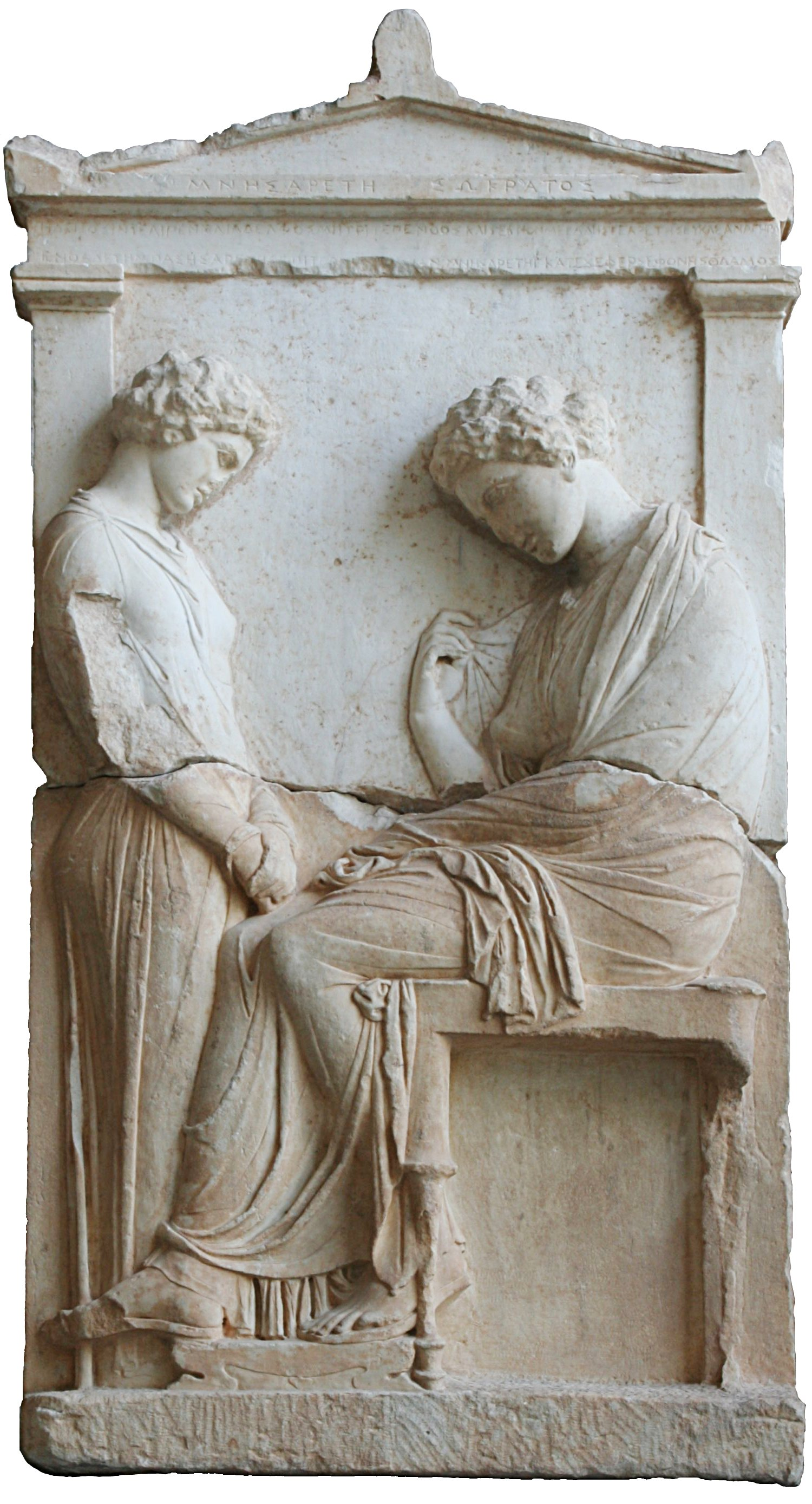
Una stele funeraria di Mnesarete, figlia di Socrate: un giovane schiavo (sinistra) guarda la sua padrona morta (380 a.C., Gliptoteca di Monaco di Baviera)

La schiavitù era una pratica molto comune nell'antica Grecia. Si stima che la maggioranza dei cittadini ateniesi possedesse almeno uno schiavo. La maggior parte degli antichi scrittori ritiene infatti che solo con un così massiccio numero di schiavi si potesse garantire il funzionamento economico di ogni città. Questo modello di società, messo in discussione già nei dialoghi socratici, fu condannato per la prima volta dagli stoici.
La moderna storiografia tende a distinguere due tipi di schiavitù: la schiavitù personale,  in cui lo schiavo è un individuo privato della propria libertà e sottomesso al volere di un padrone, che in qualsiasi momento può deciderne la vendita o la cessione; la schiavitù legata alle terre, tipica dei penesti della Tessaglia e degli iloti di Sparta.
Gli studi accademici riguardanti la schiavitù nell'antica Grecia sono spesso circondati da alcuni problemi metodologici. La documentazione è molto disunita e frammentaria, anche quella riguardante Atene. Nessun trattato fu destinato alla schiavitù, se non per esaltarne i grandi potenziali economici. Commedie e tragedie rappresentano fonti quasi del tutto inattendibili perché scritte sulla base di stereotipi, mentre l'iconografia non fa alcuna distinzione tra schiavi e artigiani, dato che per i Greci «entrambi lavorano per soddisfare i bisogni altrui e non i propri; dipendono da altri per la loro sussistenza; pertanto non sono più liberi».

## Terminologia

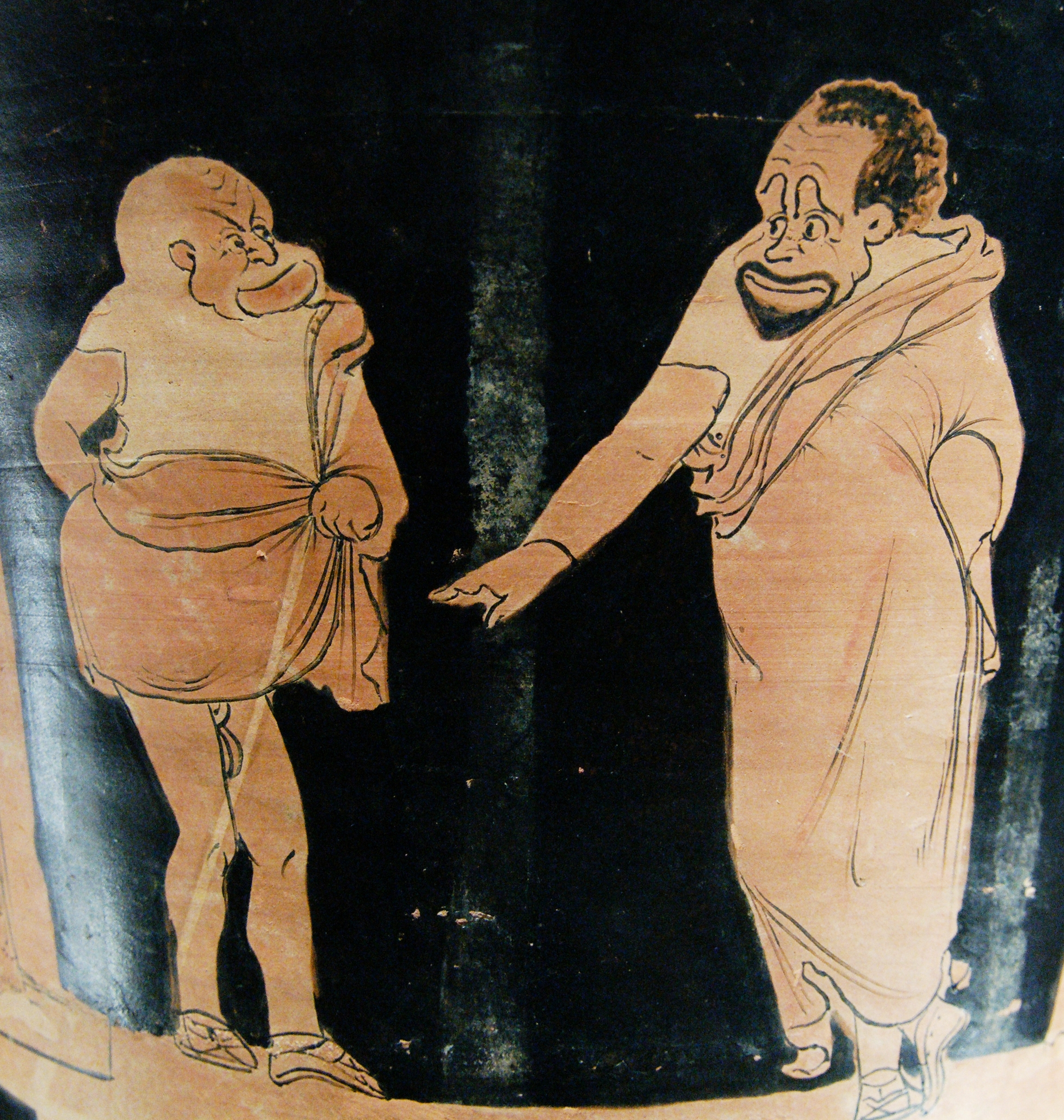
Il padrone (destra) e il suo schiavo (sinistra) in una farsa fliacica (cratere siciliano a figure rosse, circa 350–340 a.C., Museo del Louvre, Parigi)

Nell'antica Grecia erano presenti più termini per indicare gli schiavi, che possono portare ad ambiguità testuali se studiati al di fuori del proprio contesto.
In Omero, Esiodo e Teognide lo schiavo era chiamato δμώς (dmōs). Il termine greco ha un significato generale, anche se spesso indica i prigionieri presi come bottino di guerra: nell'Odissea, I, v. 398, ad esempio, Telemaco menziona «gli schiavi | che a me solo acquistò l'invitto Ulisse» (trad. Ippolito Pindemonte).
Durante il periodo classico i Greci usarono frequentemente il termine ἀνδράποδον (andrápodon, "uno coi piedi da uomo"),come opposto di τετράποδον (tetrápodon, "quadrupede" e per estensione "bestiame"). Il termine ἀνδράποδον è utilizzato una sola volta da Omero (Iliade, VII, v. 475) in riferimento ai prigionieri di guerra, ma il passo fu considerato spurio da Aristarco di Samotracia, che seguì Zenodoto e Aristofane di Bisanzio.
Il termine più comune resta δοῦλος (doûlos), in opposizione a ἐλεύθερος (eléutheros, "uomo libero"); δοῦλος ricalca un'antica forma apparsa nelle iscrizioni micenee in lineare B do-e-ro ("schiavo maschio", o anche "schiavo/a", "bracciante di condizione servile") o do-e-ra ("schiava"). Il verbo δουλεὐω (douléuō, "essere schiavo", che sopravvive nel greco moderno col significato di "lavorare") può anche avere un significato metaforico: come il padrone domina uno schiavo, così una città domina un'altra o un genitore i propri figli.
Infine, è anche presente il termine οἰκέτης (oikétēs, "colui che vive in casa"), con riferimento alla servitù.
Sono presenti anche altri termini, che hanno un significato meno preciso e quindi richiedono una contestualizzazione:
- θεράπων (therápōn) – al tempo di Omero significava "scudiero" (Patroclo era il therápōn di Achille[12] e Merione quello di Idomeneo[13]); durante l'epoca classica passò a significare "servitore".[14]
- ἀκόλουθος (akólouthos) – letteralmente significa "colui che accompagna". Il termine possiede anche un diminutivo, ἀκολουθίσκος (akolouthískos), usato per indicare i paggi.[15]
- παῖς (paîs) – letteralmente "fanciullo", per estensione il significato si allargò fino a comprendere quello di "servo",[16] utilizzato come spregiativo a indicare gli schiavi adulti.[17]
- σῶμα (sôma) – letteralmente "corpo", talvolta assume il significato di schiavo.[18]

## Origini della schiavitù

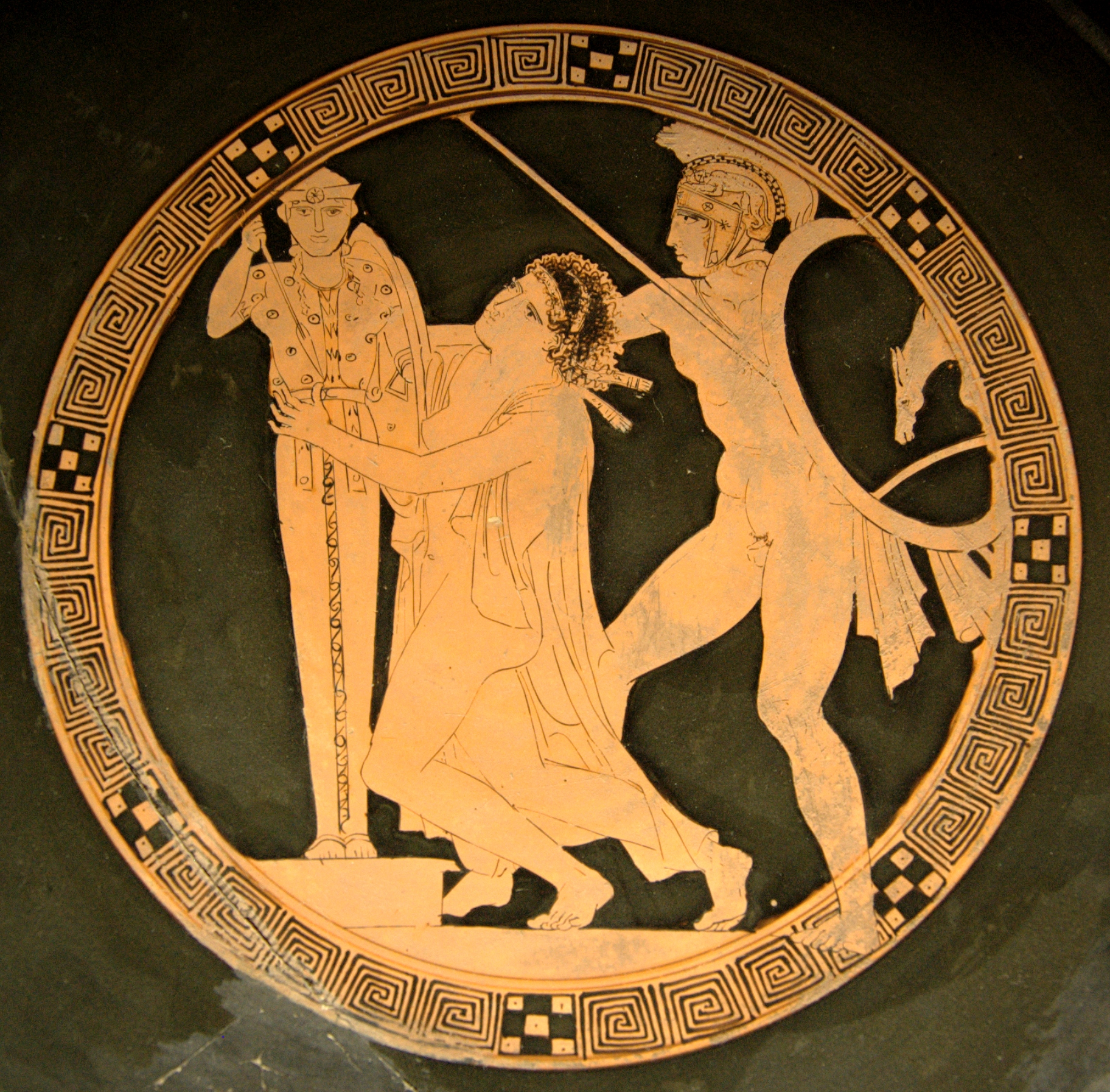
Le donne come bottino di guerra: Aiace Oileo prende Cassandra, (tondo di kylix a figure rosse del pittore di Kodros, 440-430 a.C., Museo del Louvre, Parigi)

Il modello di schiavo in Grecia è tratto da quello della società micenea, come testimoniato da numerose tavolette rinvenute a Pilo. Tra i Micenei si possono distinguere due principali categorie: gli εοιο ("schiavi") e i θεοιο ("schiavi del dio"), questi ultimi, con una buona probabilità, schiavi di Poseidone. Gli schiavi del dio sono di solito menzionati per nome e come proprietari di terreni propri; il loro status è molto simile a quello di un uomo libero. La natura e l'origine del loro legame con la divinità resta però poco chiaro. Alcuni nomi comuni tra questi schiavi mostrano che alcuni di loro potrebbero essere stati originari di Cerigo, Chio, Lemno o Alicarnasso, e resi schiavi a seguito di una cattura da parte di pirati. Le iscrizioni di Pilo mostrano che le unioni tra schiavi e non schiavi erano permesse e che essi potevano lavorare e possedere terre; sembra quindi che la principale divisione sociale tra i Micenei non fosse tanto quella tra uno schiavo e un uomo libero, ma piuttosto quella tra i suddetti e gli individui che abitavano nei palazzi.
Non c'è una continuità tra la fine dell'età micenea (TE IIIA, XIII-XI secolo a.C.) e il tempo di Omero (IX secolo a.C.), segno di un improvviso cambiamento dovuto alla conquista della Grecia da parte dei Dori, di cui si sa alquanto poco: questo periodo turbolento e oscuro viene definito medioevo ellenico. In Grecia si avverte anche un cambiamento linguistico, lo schiavo infatti non viene più definito do-e-ro ma δμώς. Nell'Iliade gli schiavi sono principalmente donne, prese come bottino di guerra, mentre gli uomini venivano o riscattati o uccisi in battaglia.
Nell'Odissea, parimenti, la maggior parte degli schiavi sono donne: esse erano serve o, qualche volta, concubine. Sono comunque presenti anche schiavi maschi, in particolare nell'Odissea, e un esempio su tutti è il porcaro Eumeo; lo schiavo maschio, però, si distingueva dalla femmina, essendo questo un membro centrale nel meccanismo dell'οἶκος ("unità familiare"): Laerte mangia e beve coi suoi servi e in inverno dorme in loro compagnia. Il termine δμώς non è quindi di natura spregiativa: Eumeo, il "divino" porcaro, ha addirittura lo stesso epiteto riservato agli eroi. Ma anche in ambito omerico la schiavitù rimane una disgrazia, come confermato da Eumeo stesso, che dice:
Mezza toglie ad un uom la sua virtude,

Come sopra gli giunga il dì servile.»
(Odissea, XVII, vv. 322-323 (trad. Ippolito Pindemonte, vv. 390-392))
È difficile stabilire quando il commercio di schiavi ebbe inizio nel periodo arcaico. Ne Le opere e i giorni (VIII secolo a.C.) Esiodo dice di possedere numerosi δμῶες. La presenza di δοῦλοι è testimoniata dai poeti lirici quali Archiloco (VII secolo a.C.) e Teognide (VI secolo a.C.). Un'altra prova è data dalla legge sugli omicidi di Dracone (circa 620 a.C.), in cui si menzionano schiavi. Secondo Plutarco Solone (594-593 a.C.) proibì agli schiavi di praticare la ginnastica e la pederastia. Alla fine del periodo arcaico aumentano gli accenni alla schiavitù: essa comincia a diventare una questione comune coll'emanazione della σεισάχθεια (seisáchtheia, inizio VI secolo a.C.), una riforma della costituzione ateniese che fu alla base della democrazia nel secolo seguente. Lo studioso americano Moses Israel Finley nota come l'isola di Chio, che secondo Teopompo fu la prima città ad organizzare un mercato degli schiavi, fu coinvolta in un precoce processo democratico (VI secolo a.C.) e conclude affermando che «un aspetto della storia greca, in poche parole, è l'avanzare passo dopo passo della libertà e della schiavitù».

## Ruolo economico

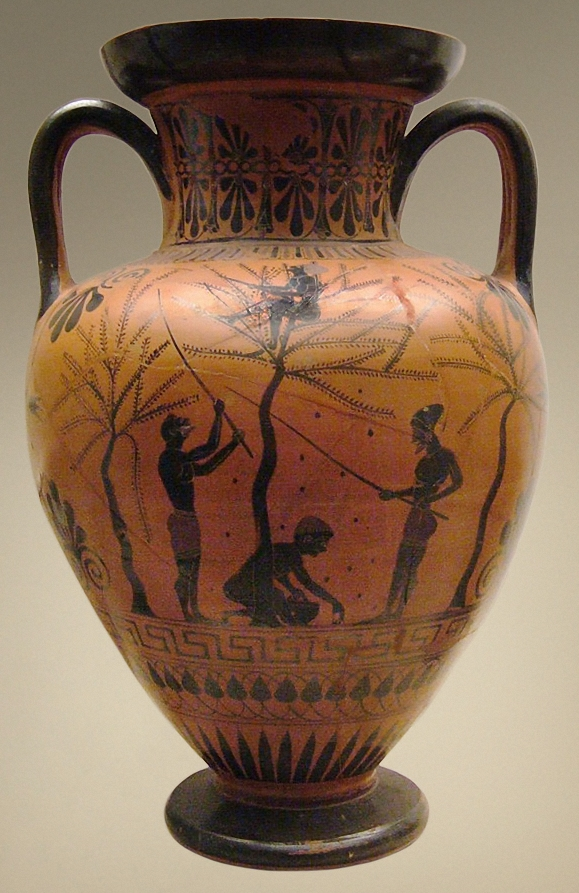
Una scena di agricoltura, lavoro comune per gli schiavi, (anfora a collo distinto in figure nere del pittore di Antimene, British Museum)

Erano aperte agli schiavi tutte le attività, ad eccezione della politica: nell'antica Grecia, infatti, essa era considerata l'unica attività degna di un cittadino, mentre il resto veniva affidato, quando possibile, a un non-cittadino.
I principali compiti che svolgevano gli schiavi erano legati all'agricoltura, che costituiva uno dei fondamenti dell'economia greca. Alcuni piccoli proprietari terrieri potevano permettersi uno schiavo, in certi casi addirittura due. Riguardo ai grossi proprietari terrieri sono presenti molti manuali (come l'Economico di Senofonte) che danno la conferma della presenza, nelle grandi tenute, di dozzine di schiavi, distinti in lavoratori e sorveglianti. Tuttavia, la vera misura di utilizzo degli schiavi in agricoltura come forza lavoro è ancora oggetto di discussione. Resta comunque certo il fatto che ad Atene in particolare la schiavitù fosse assai comune, anche se, probabilmente, i Greci erano ben lontani dal massiccio utilizzo degli schiavi tipico dei latifondi romani.
Il lavoro degli schiavi era massivamente utilizzato anche nelle miniere e nelle cave, dove molti di essi erano proprietà di ricchi cittadini. Lo stratego Nicia (V secolo a.C.) affittò un migliaio di schiavi presso le sue miniere d'argento del Laurio, in Attica; Ipponico 600 e Filonide 300. Senofonte scrive che questi schiavi, il cui numero è stato stimato a 30 000 unità, ricevevano ciascuno un obolo al giorno (circa 60 dracme l'anno). Sempre Senofonte, nel suo opuscolo Poroi, suggerisce di dare ai cittadini fino a tre schiavi ciascuno, cosicché la rendita assicurata dal loro affitto assicurasse il mantenimento dell'intera cittadinanza.
Gli schiavi erano impiegati anche come artigiani e commercianti; come nel caso dell'agricoltura, erano impiegati per svolgere le mansioni che andavano oltre le capacità della famiglia che li possedeva. Alcuni esempi si ritrovano nella fabbrica di scudi di Lisia, che impiegava 120 schiavi, e nel padre di Demostene che possedeva 32 armaioli e 20 rifacitori di letti.
Gli schiavi erano infine impiegati anche nelle case: il loro ruolo andava da quello di sostituire il padrone nei lavori domestici a quello di accompagnarlo nei viaggi, fino alla possibilità per lo schiavo di essere l'attendente di un oplita. Le schiave erano addette ai compiti domestici, in particolare preparare il pane o tessere. Solo i cittadini più poveri non possedevano uno schiavo domestico.

## Demografia

### Popolazione

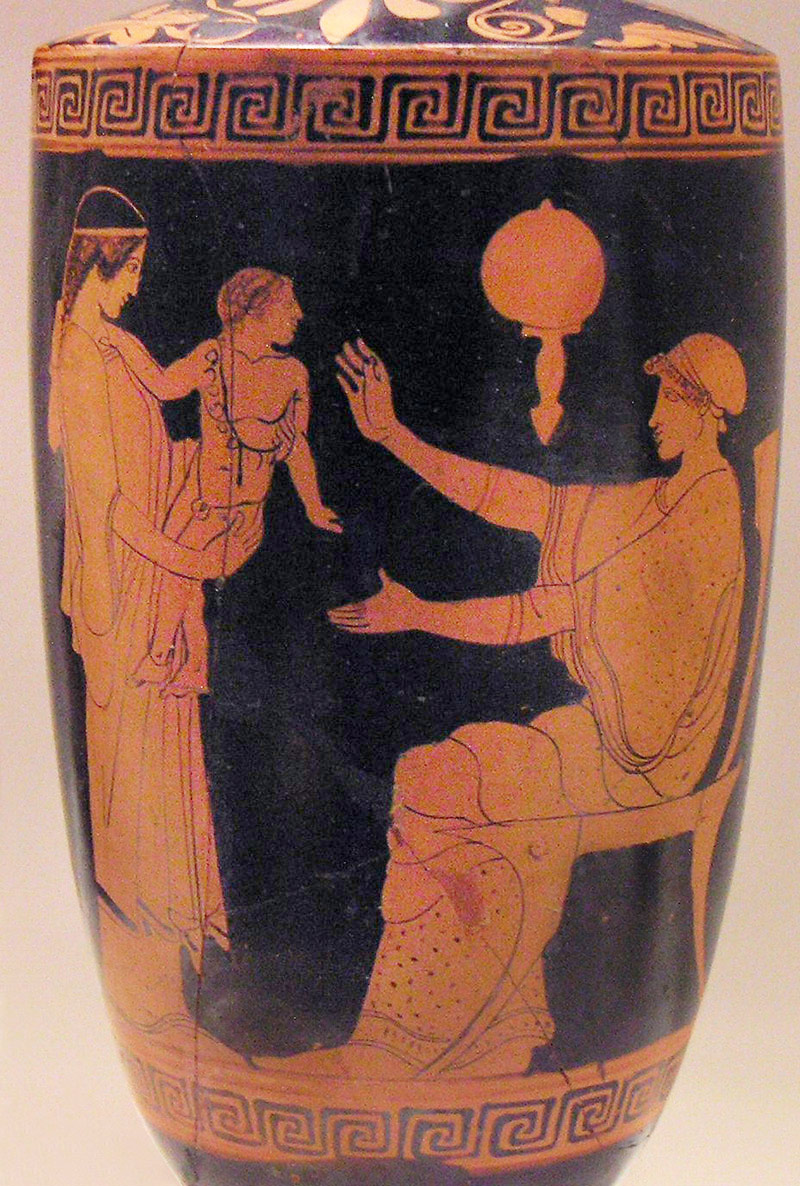
Una schiava consegna il figlio alla propria madre (anfora a figure rosse, 470-460 a.C., museo archeologico nazionale di Atene)

È difficile stimare il numero di schiavi presenti nell'antica Grecia, data la mancanza di un preciso censimento. È comunque certo che ad Atene la maggior parte della popolazione era formata da schiavi, con circa 8 000 unità nel VI e nel V secolo a.C. (in media tre o quattro schiavi per famiglia). La stima più bassa (20 000) degli schiavi in Grecia, riguardante il periodo di Demostene (IV secolo a.C.), corrisponde a uno schiavo per famiglia. Se ad Atene era presente il maggior numero di schiavi, nell'isola di Chio, in proporzione ai cittadini, era presente una grande popolazione di schiavi. Nel V secolo a.C., Tucidide commentò "a favore", come scrive lo studioso Peter Hunt, della diserzione di schiavi del Laurio durante la guerra deceleica.
Nel IV secolo a.C., tra il 317 e il 307 a.C., Demetrio Falereo ordinò un censimento generale dell'Attica, che rivelò abitata da 21 000 cittadini, 10 000 meteci e 40 000 schiavi. L'oratore Iperide, nella suo Contro Atenogene, ricorda però che lo sforzo di arruolare 15 000 schiavi non portò alcun vantaggio nella sconfitta di Cheronea del 338 a.C.; questo numero corrisponde al dato fornito da Ctesicle.
Dai resoconti degli antichi scrittori greci sembra che la maggior parte degli Ateniesi possedesse almeno uno schiavo. Aristofane, nella commedia Pluto, descrive dei poveri contadini che hanno però diversi schiavi al loro servizio; Aristotele descrive la casa come il luogo dove uomini liberi e schiavi convivono. Non possedere un singolo schiavo era un chiaro segno di povertà. Nell'orazione di Lisia Per l'invalido un uomo menomato si sforza di farsi concedere una piccola pensione dallo stato dicendo: «il mio reddito è molto piccolo e ora devo richiedere a me stesso di fare tutte queste cose, non ho nemmeno i soldi per comprarmi uno schiavo che le possa fare.» Al momento della sua morte Platone disse di avere al proprio servizio cinque schiavi e sostenne anche che un uomo ricco se ne poteva permettere anche cinquanta. Ateneo nomina un amico di Aristotele, Mnasone, proprietario dell'eccezionale cifra di 1 000 schiavi.

### Fonti di approvvigionamento
Nell'antica Grecia erano presenti quattro fonti di schiavi principali: la guerra, la pirateria, il brigantaggio e il commercio.

#### Guerra

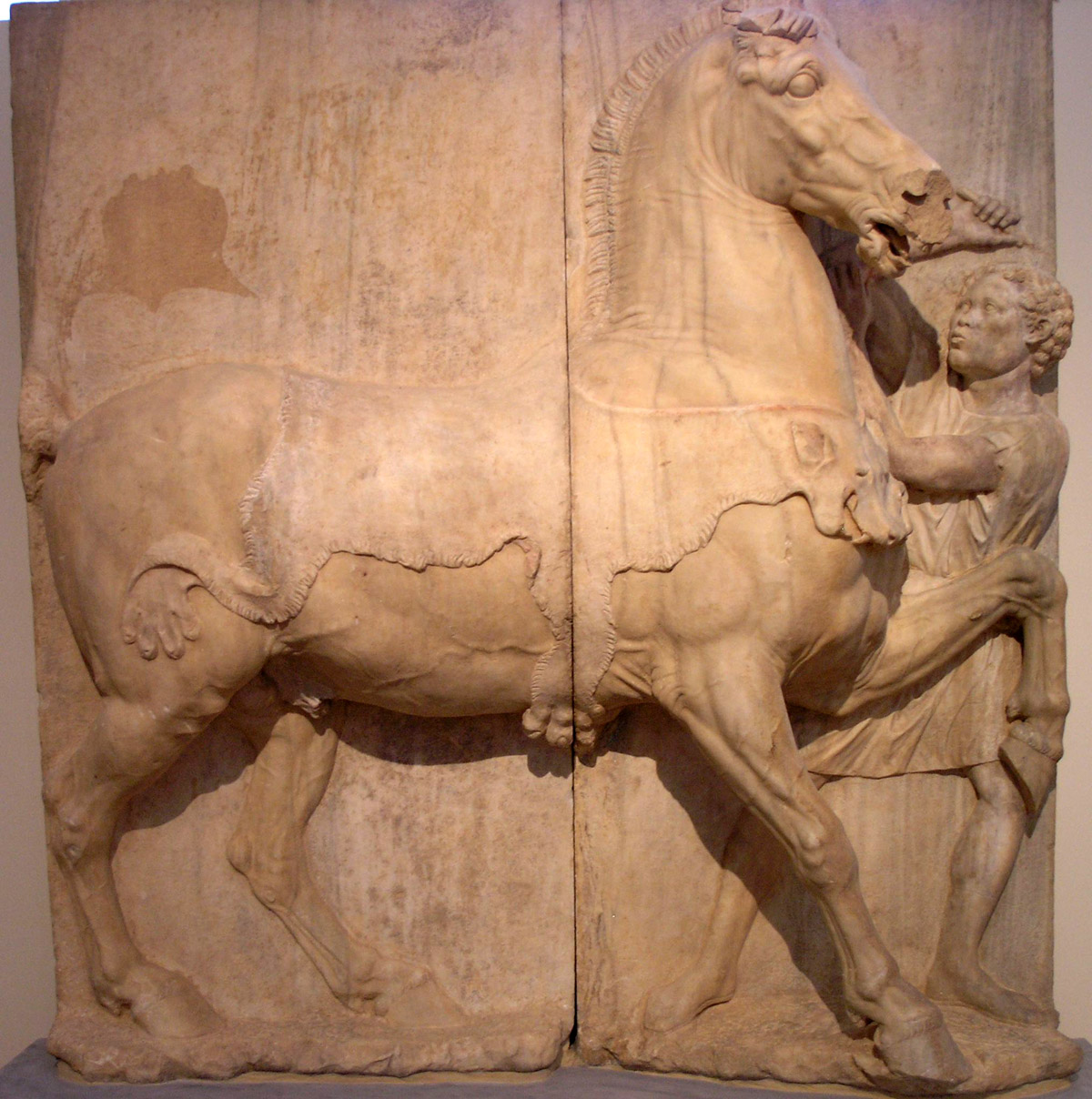
Schiavo etiope che cerca di domare un cavallo (data sconosciuta, museo archeologico nazionale di Atene)

Rendere schiavi coloro che erano sconfitti in una battaglia o in una guerra era una pratica comune nell'antica Grecia, così come nella Magna Grecia. Tucidide ricorda che, durante la spedizione ateniese in Sicilia, 7 000 abitanti di Hykkara furono catturati dallo stratego ateniese Nicia e venduti come schiavi per 120 talenti ai Catanesi. Allo stesso modo, nel 348 a.C. Filippo II di Macedonia ridusse in schiavitù la popolazione di Olinto, nel 335 a.C. Alessandro Magno fece altrettanto con quella di Tebe; la lega achea agì allo stesso modo a Mantinea.
L'esistenza di schiavi greci fu sempre sgradevole per i Greci liberi; ugualmente, l'asservimento delle città e dei loro abitanti era una pratica controversa. Alcuni generali (come gli spartani Agesilao II e Callicratida) rifiutarono quest'ultima pratica. Alcune città stipularono accordi per proibire la schiavizzazione: a meta del III secolo a.C. Mileto promise di non ridurre alcun abitante di Cnosso in schiavitù, e viceversa. D'altra parte portava grande prestigio l'emancipare, dietro pagamento di un riscatto, una città ridotta in schiavitù: così fu per Cassandro I, che, nel 316 a.C. restituì la libertà a Tebe. Prima di lui, Filippo II di Macedonia aveva ridotto in schiavitù Stagira e poi l'aveva emancipata.

#### Pirateria e brigantaggio
La pirateria e il brigantaggio costituivano un'importante fonte di schiavi, anche se l'importanza di questi metodi d'approvvigionamento variava in base alla regione e all'epoca.
In generale, pirati e briganti facevano le loro scelte in base ai possibili profitti: di solito, se un prigioniero era sufficientemente ricco, veniva chiesto un riscatto, ma, se questo non veniva pagato, egli veniva venduto a un trafficante di schiavi; per i prigionieri poveri, invece, si procedeva direttamente senza chiedere un riscatto. Tra alcuni popoli della Grecia (come tra gli Etoli, gli Acarnani e i Cretesi) la pirateria era ampiamente praticata come «antica consuetudine». Al di fuori della Grecia i pirati più famosi erano gli Etruschi, i Fenici e gli Illiri. Strabone spiega che durante l'età ellenistica la diffusione della pirateria in Cilicia fu dovuta agli alti profitti che si potevano realizzare; l'isola di Delo, non molto lontana dalla Cilicia, permetteva lo «spostamento di una miriade di schiavi ogni giorno». La crescita dell'influenza della repubblica romana, grande utilizzatrice di schiavi, sviluppò ulteriormente il commercio di schiavi in Grecia e causò una maggiore diffusione della pirateria. Nel I secolo a.C. i Romani, dopo la conquista del Mediterraneo, cercarono di sradicare questa pratica al fine di proteggere i commerci e gli scambi nel bacino.

#### Commercio di schiavi
Durante l'età classica era presente un attivo commercio di schiavi tra le poleis greche e i regni d'Oriente. La frammentaria lista di schiavi confiscata ai complici della mutilazione delle Erme menziona 32 schiavi la cui origine è stata accertata: 13 provenivano dalla Tracia, 7 dalla Caria e gli altri dalla Cappadocia, dalla Scizia, dalla Frigia, dalla Lidia, dalla Siria, dall'Illiria, dalla Macedonia e dal Peloponneso. Non era infrequente trovare degli indigeni che vendevano come schiavi dei connazionali ai mercanti greci.
I principali centri del commercio di schiavi sembrano essere state le città di Efeso, Bisanzio e persino la città di Tana, la colonia greca più settentrionale. Tra i barbari era diffusa la pratica di vendere anche i propri figli a questi mercati. Non esistono prove dirette del commercio degli schiavi, ma sono presenti prove che ne confermano la veridicità. In primo luogo, c'erano nella popolazione di schiavi alcune nazionalità che ricorrevano con notevole frequenza, come gli arcieri sciti che ad Atene erano impiegati come forza di polizia (originariamente 300, in seguito quasi 1 000). In secondo luogo, i nomi dati agli schiavi nelle commedie hanno spesso un collegamento geografico: così Thratta, usato da Aristofane ne Le vespe, Gli Acarnesi e La pace, significa semplicemente Donna tracia. Infine, la nazionalità di uno schiavo veniva presa in considerazione dai compratori più importanti: si evitava di raggruppare troppi schiavi della stessa origine per evitare il rischio di una rivolta.
Il prezzo degli schiavi variava a seconda delle loro abilità. Senofonte valutava i minatori del Laurio, che ricevevano una paga di un obolo al giorno, 180 dracme ognuno; un artigiano maggiormente specializzato riceveva invece una paga di una dracma al giorno. I coltellinai del padre di Demostene erano stati valutati dalle 500 alle 600 dracme ognuno. Il prezzo degli schiavi variava anche in funzione della quantità di schiavi disponibili; nel IV secolo a.C. ve ne era una particolare abbondanza che permetteva di acquistarli in grandi mercati, dove ogni città manteneva una propria tassa sulla vendita. Ad esempio, durante una festività ad Azio (circa 216 a.C.) venne organizzata una grossa vendita di schiavi presso il tempio di Apollo, in cui la metà dei proventi sarebbe andata alla lega acarnana e l'altra metà alla città più vicina, Anactorio. Gli acquirenti godevano di una garanzia per i difetti: se lo schiavo acquistato risultava paralizzato o con problemi fisici senza che il compratore ne fosse al corrente, il venditore lo risarciva (Anagoges dike).

### Aumento naturale

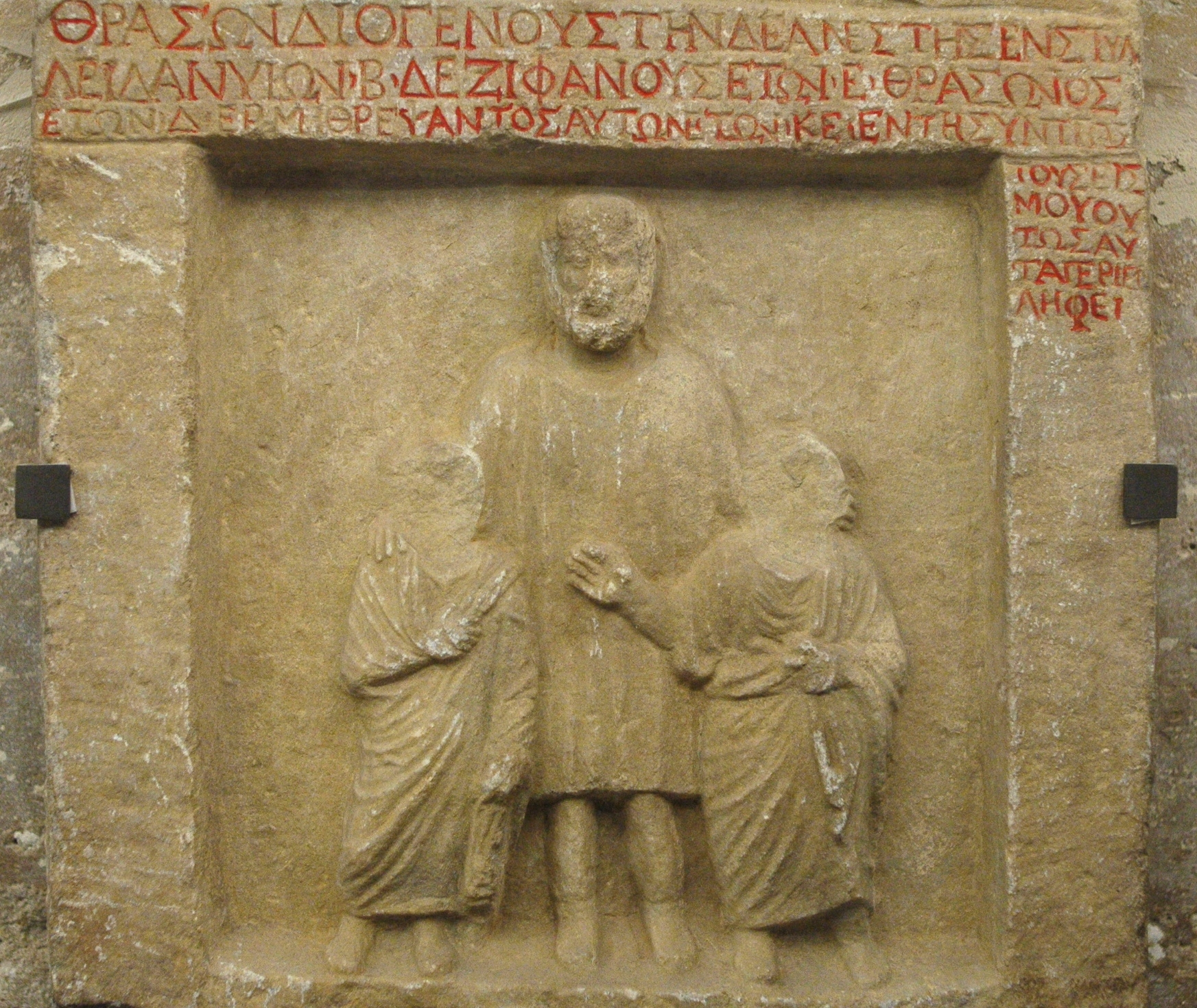
Stele funeraria per due bambini e il loro pedagogo, uccisi in un terremoto, Nicomedia, (I secolo a.C., Museo del Louvre, Parigi

Sembra che i Greci non permettessero agli schiavi di riprodursi, almeno durante l'età classica, visto che la percentuale di bambini nati in schiavitù rispetto alla popolazione è piuttosto alta nell'Egitto tolemaico. Le cause di questo potevano essere naturali: nelle miniere, per esempio, erano presenti uomini e non donne, mentre, al contrario, nei lavori domestici erano impiegate prevalentemente donne. Gli schiavi neri d'America dimostrano come la popolazione di schiavi si possa moltiplicare. Questa incongruenza rimane sostanzialmente inspiegata.
Senofonte consiglia di far abitare separatamente gli schiavi dalle schiave affinché «i servi non attendessero alla generazione senza il nostro consenso; poiché i buoni, avendo generato figliuoli, sono il più delle volte affettuosi, i malvagi poi, congiunti in matrimonio, divengono più pronti al mal fare.» La motivazione era probabilmente economica; anche uno schiavo ben dotato era a buon mercato, quindi sarebbe costato meno che allevarne uno. Inoltre il parto avrebbe messo a rischio la vita della madre e non era sicuro che il bambino sarebbe arrivato fino all'età adulta.
Gli schiavi nati e allevati in una casa, detti οἰκογενεῖς (oikoghenêis), spesso costituivano una classe privilegiata: avevano, per esempio, l'incarico di portare i bambini a scuola. Alcuni di questi bambini erano i figli del padrone di casa, anche se in molte città, come ad Atene, il bambino ereditava lo status della madre, che poteva essere schiava o cittadina.

## Status degli schiavi
Nell'antica Grecia erano presenti molti gradi di schiavitù, che andavano dal cittadino libero allo schiavo: in questa forbice si trovavano i penesti o gli iloti, i cittadini diseredati, i liberti, i figli di un cittadino e di uno schiavo, e i meteci, la cui condizione comune era la privazione di alcuni diritti civili. Lo storico americano Moses Israel Finley propone alcuni criteri per differenziare i differenti livelli di schiavitù:
- Assenza di diritti
- Diritto alla proprietà privata
- Autorità sopra il lavoro di un altro
- Potere di punire un altro
- Doveri e diritti legali (possibilità di essere arrestati o puniti e di difendere la propria causa)
- Diritti e privilegi familiari (matrimonio, eredità ecc.)
- Possibilità di una mobilità sociale (emancipazione, accesso ai diritti propri di un cittadino)
- Diritti e doveri religiosi
- Diritti e doveri militari (servizio militare anche come semplice servo, come soldato pesante o leggero, o come marinaio)

### Gli schiavi ad Atene

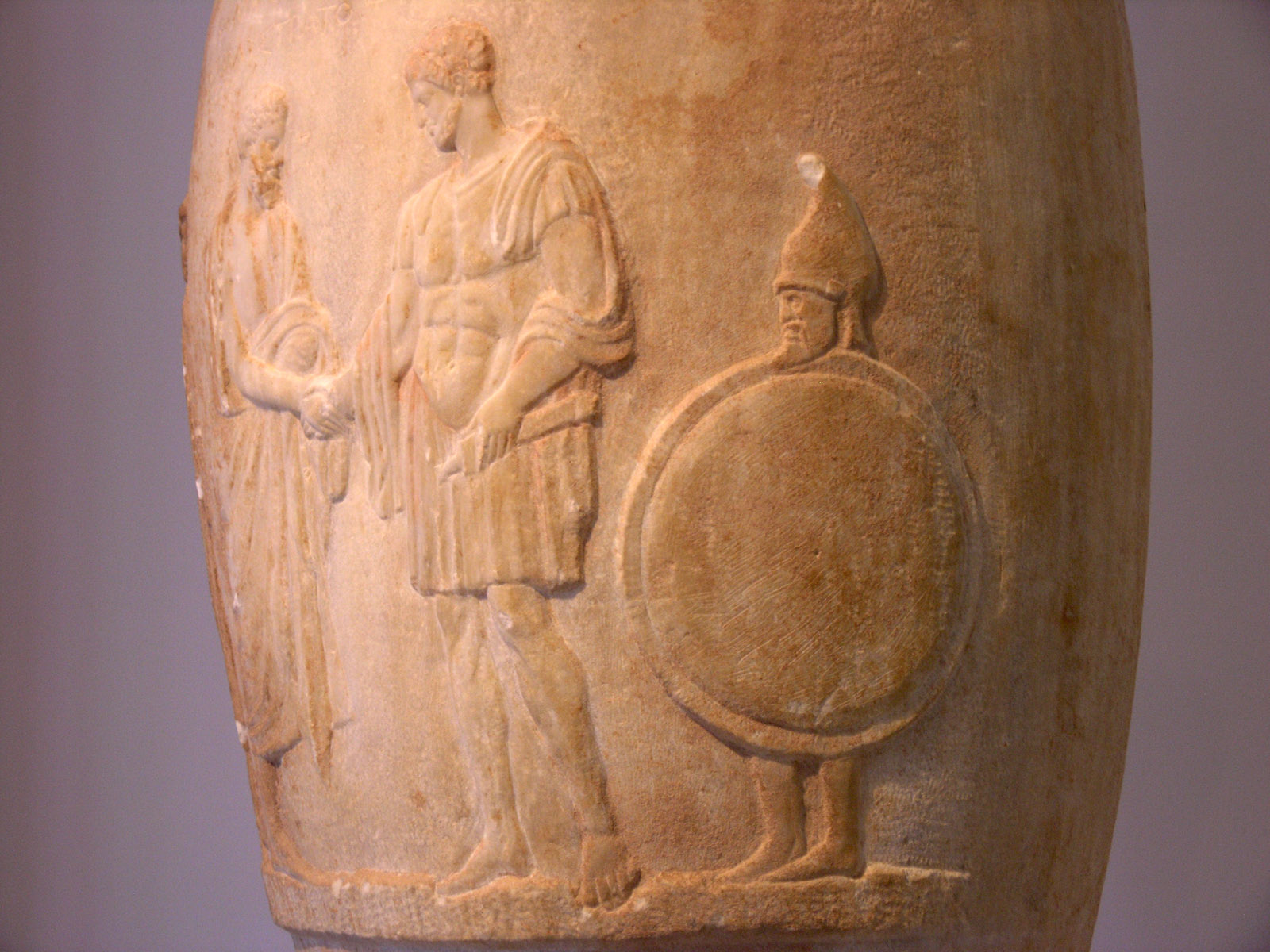
Loutrophoros funerario; sulla destra uno schiavo barbuto porta lo scudo e l'elmo del suo padrone (380–370 a.C., Museo archeologico nazionale di Atene)

Gli schiavi ateniesi erano proprietà del loro padrone (o dello Stato), il quale poteva disporne a piacimento: poteva regalarli, venderli, affittarli o anche lasciare loro un'eredità. Lo schiavo poteva sposarsi e avere figli, anche se la famiglia non veniva riconosciuta dallo Stato e il padrone poteva allontanarla in qualsiasi momento. Gli schiavi avevano meno diritti dei cittadini ed erano rappresentati dal padrone in tutte le questioni legali. Ogni reato commesso dallo schiavo veniva punito con un numero di frustate pari alle dracme che un cittadino avrebbe pagato come multa. Tranne rare eccezioni, la testimonianza di uno schiavo veniva considerata se questo era effettivamente sotto tortura, per cercare di eliminare la parzialità che lo schiavo ha nei confronti del suo padrone. Un esempio di fedeltà lo si può ritrovare nello schiavo di Temistocle, Sicinno, che, a dispetto delle sue origini persiane, tradì Serse I di Persia e aiutò gli Ateniesi nella battaglia di Salamina. Nonostante la tortura fosse ampiamente utilizzata, gli schiavi ateniesi erano indirettamente protetti: se venivano maltrattati, il padrone poteva avviare un'azione legale (δίκη βλάβης, díkē blábēs, ovvero un'azione giudiziaria contro un comportamento che è andato a proprio danno). Al contrario, un padrone che veniva visto maltrattare eccessivamente uno schiavo poteva essere citato in giudizio da un cittadino (γραφὴ ὕβρεως, graphè hybreōs ovvero un'accusa pubblica per un abuso del proprio potere).
Isocrate sostiene che «neanche il peggiore tra gli schiavi può essere condannato a morte senza un processo»: il potere del padrone sullo schiavo non era assoluto. La legge di Dracone apparentemente puniva gli uccisori di uno schiavo. La causa che si poteva intentare contro l'uccisore di uno schiavo non era quella per danni, come succedeva per l'uccisione del bestiame, ma una δίκη φονική (díkē phoniké, ovvero un'azione giudiziaria per la morte). Nel IV secolo a.C. i sospetti criminali venivano giudicati nel Palladion, una corte adibita agli omicidi preterintenzionali; la pena era più grande di una multa, ma minore della morte (probabilmente l'esilio, come succedeva quando veniva ucciso un meteco).

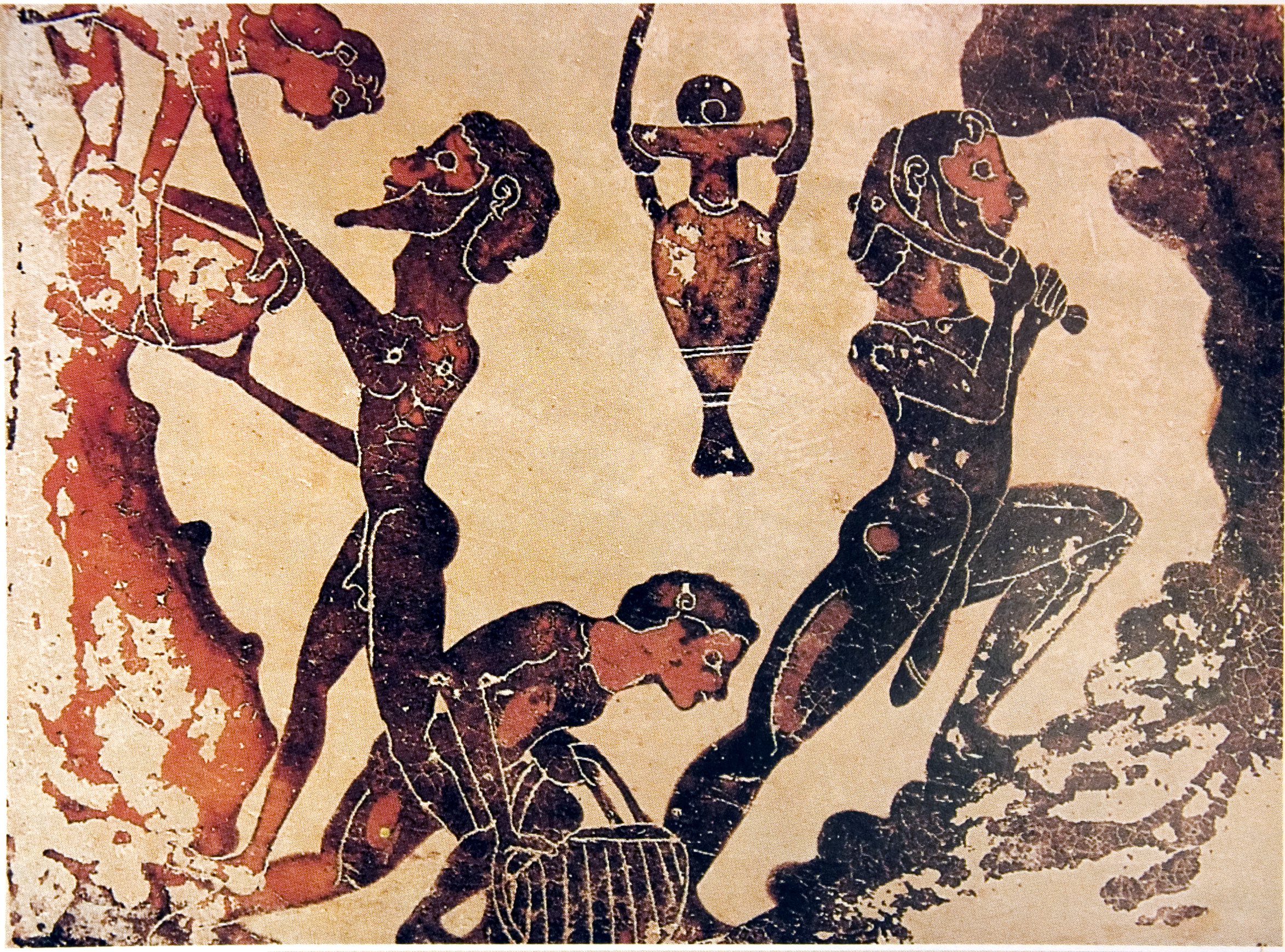
Schiavi che lavorano in una miniera del Laurio

Ogni schiavo apparteneva di diritto alla famiglia del padrone: appena acquistato veniva di solito accolto con noci e frutta. Gli schiavi prendevano anche parte a molti dei culti religiosi e familiari: erano spesso invitati al banchetto del secondo giorno delle Antesterie e potevano essere iniziati ai misteri eleusini. Uno schiavo poteva chiedere asilo presso un tempio o un altare, come un uomo libero; condivideva i culti del suo padrone e poteva conservare le proprie usanze religiose, di qualunque natura esse fossero. Gli schiavi non potevano possedere alcuna proprietà, ma i loro padroni spesso permettevano loro di risparmiare per comprare poi la libertà oppure per continuare una loro attività, sulla quale imponevano una tassa.
Gli schiavi ateniesi combatterono assieme ai cittadini durante la battaglia di Maratona e a loro fu dedicato un monumento. Prima della battaglia di Salamina gli Ateniesi emanarono un decreto in cui era scritto che i cittadini avrebbero dovuto «salvare sé stessi, le donne, i bambini e gli schiavi».
C'erano però certe restrizioni sessuali e alcuni obblighi. Per esempio, come stabilito da Solone, uno schiavo non poteva ingaggiare con un ragazzo libero una relazione pederastica, né frequentare le palestre. Alcuni schiavi, figli di prigionieri di guerra, venivano costretti a lavorare in bordelli maschili, come successe a Fedone di Elide, che venne poi acquistato e liberato da alcuni ricchi amici di Socrate su sua richiesta.

### Gli schiavi di Gortina

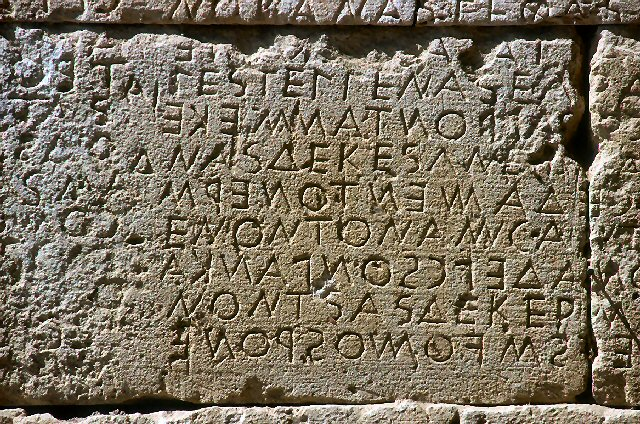
Un frammento delle leggi di Gortina

A Gortina, nell'isola di Creta, seguendo le leggi scritte sulla pietra nel VI secolo a.C., gli schiavi (chiamati doulos o oikeus) si vivevano in uno stato di grande dipendenza: ogni figlio spettava al padrone dello schiavo, e lo stesso padrone era responsabile dei reati dello schiavo e di ricevere compensi per ingiustizie subite al proprio schiavo da altri. Nelle leggi di Gortina, dove ogni pena era pecuniaria, le multe raddoppiavano se il colpevole risultava essere uno schiavo e, inversamente, diminuivano se la vittima era in condizione di schiavitù. Ad esempio, lo stupro di una donna libera da parte di uno schiavo era punibile con una multa di 200 stateri (400 dracme); se era uno schiavo la vittima del reato, la legge prevedeva una multa di un obolo (1⁄6 di dracma).
Gli schiavi potevano possedere una casa e del bestiame, e le loro famiglie venivano riconosciute dalla legge che assegnava il diritto di sposarsi, di divorziare, di scrivere un testamento e di riscuotere l'eredità (diritti simili a quello di un uomo libero).

### Schiavitù per debiti
Prima della seisachteia di Solone (594 o 591 a.C.), gli Ateniesi praticavano la schiavitù per debiti: un cittadino incapace di pagare i propri debiti diveniva schiavo del creditore. L'esatta natura di questo fenomeno, è ancora controversa per i moderni storici: non si conosce che tipo di schiavitù fosse, né che cosa dovesse fare colui che diventava schiavo per debiti. Questo problema riguarda soprattutto i cosiddetti hektēmoroi, lavoratori dei terreni affittati dai ricchi proprietari e incapaci di pagare la quota spettante al proprietario.
Con la seisacheteia (σεισάχθεια) Solone liberò gli schiavi per debiti e abolì tutti i debiti privati e pubblici già contratti. Aristotele, nella sua Costituzione degli Ateniesi, cita il poema di Solone:
ἀνήγαγον πραθέντας, ἄλλον ἐκδίκως,

ἄλλον δικαίως, τοὺς δ᾽ ἀναγκαίης ὑπὸ

χρειοῦς φυγόντας, γλῶσσαν οὐκέτ᾽ Ἀττικὴν

ἱέντας, ὡς ἂν πολλαχῇ πλανωμένους:

τοὺς δ᾽ ἐνθάδ᾽ αὐτοῦ δουλίην ἀεικέα

ἔχοντας, ἤθη δεσποτῶν τρομευμένους,

ἐλευθέρους ἔθηκα. ταῦτα μὲν κράτει

νομοῦ βίην τε καὶ δίκην συναρμόσας

fondata dagli dei, molti condussi

già qual merce venduti o per diritto

o iniquamente: quei, ch'eran fuggiti

per estremo bisogno e in molti luoghi

errabondi obblïata avean persino

l'attica lingua; questi, ch'eran servi

in patria miserandi e dei padroni

paventanti lo sdegno, gli uni e gli altri

liberi io resi e questo per virtude

oprai di legge, dritto e forza insieme

temperando, secondo la promessa.»
(Aristotele, Costituzione degli Ateniesi, XII, 4)
Sebbene il lessico di Solone si riferisca alla schiavitù tradizionale, gli schiavi per debiti erano comunque Ateniesi e rimanevano tali, ma sotto il controllo di un altro Ateniese. È proprio quest'aspetto (il fatto di essere sottomessi a un proprio concittadino) che generò una grande ondata di malcontento nel VI secolo a.C., non tanto tra gli schiavi "comuni", ma tra quelli diventati tali per debiti. La riforma di Solone lasciò però due questioni irrisolte: il tutore di una donna non sposata, che aveva perso la sua verginità, aveva il diritto di venderla come schiava, e un cittadino poteva esporre (cioè "abbandonare") i figli che non si volevano in famiglia.

### Manomissione

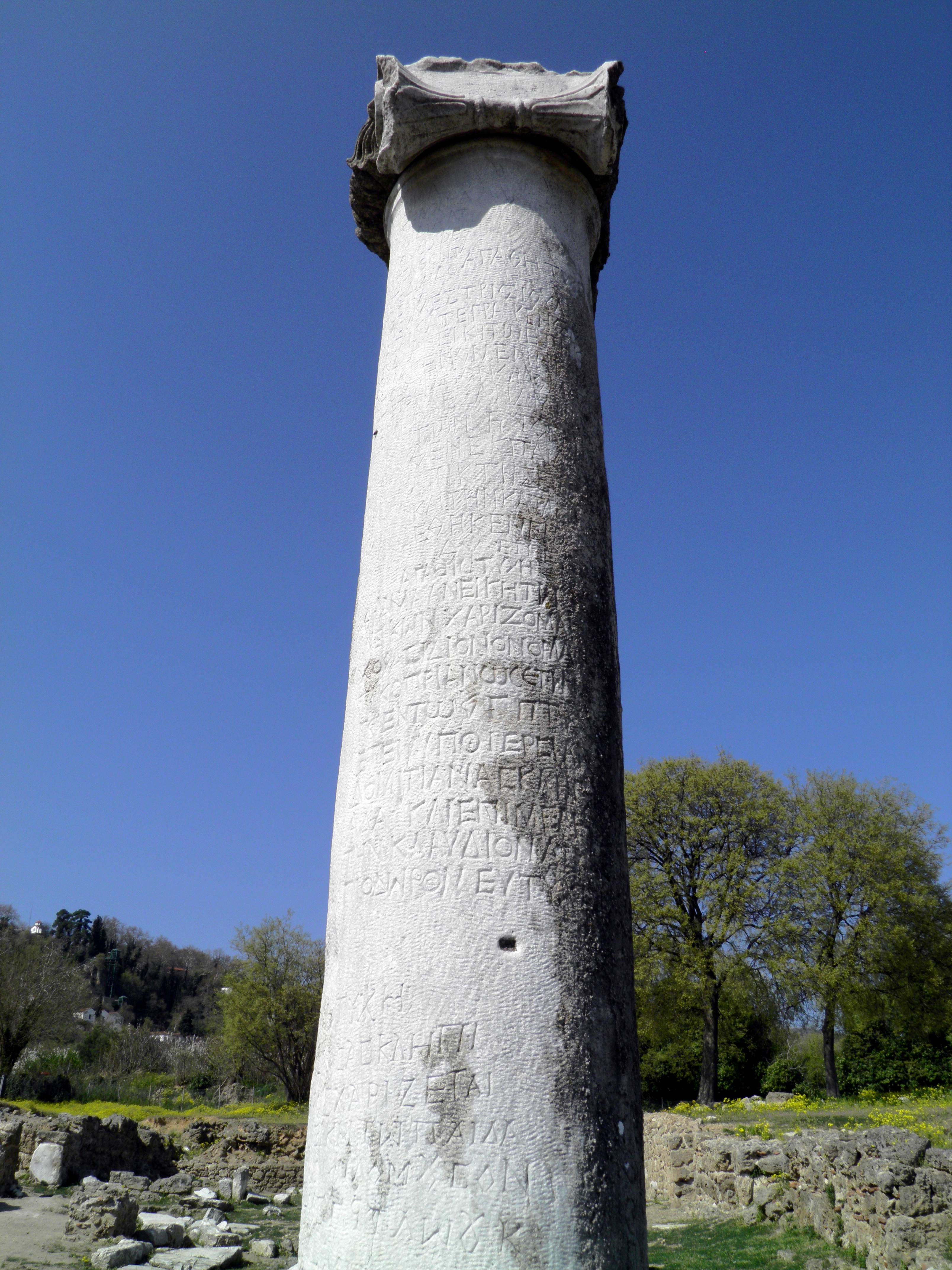
Nella colonna di Edessa (III secolo a.C.) sono descritte alcune manomissioni di schiavi dedicate alla dea Ma

È sicuro che la pratica della manomissione esistesse a Chio già dal VI secolo a.C., anche se probabilmente risale a un'epoca precedente dato che la pratica era orale. Spesso le manomissioni mantennero un carattere orale anche durante l'età classica: era infatti sufficiente avere dei testimoni che assistessero alla procedura (che spesso si svolgeva in teatri o in tribunali pubblici). Questa pratica venne abolita ad Atene verso la metà del VI secolo a.C. per evitare disordini pubblici.
La manomissione era relativamente comune nel IV secolo a.C., come testimoniato da alcune iscrizioni ritrovate nei santuari di Delfi e di Dodona, anche se la maggior parte delle quali risale a un periodo compreso tra il II secolo a.C. e il I secolo d.C. Erano presenti anche manomissioni collettive: un esempio conosciuto sono quelle di Taso (II secolo a.C.); queste ultime probabilmente presero luogo durante (o appena dopo) un periodo di guerra, come ricompensa per la lealtà degli schiavi, per mezzo di un documento volontariamente stilato dal padrone (che era generalmente maschio, ma nel periodo ellenistico poteva essere anche femmina).
Spesso gli schiavi erano però costretti a pagare una somma equivalente al proprio valore commerciale. Per farlo utilizzavano i risparmi oppure potevano cercare di ottenere un prestito (ἔρανος, éranos) da un amico o un cliente, come fece l'etera Neera.
L'emancipazione aveva anche carattere religioso: lo schiavo veniva "venduto" alla divinità, spesso ad Apollo, o consacrato dopo l'affrancamento; in questi casi una parte della somma che lo schiavo avrebbe dovuto versare, finiva presso le casse del tempio, che ne garantiva la libertà. La manomissione poteva avere anche solamente carattere civile, nel cui caso il magistrato aveva il ruolo della divinità e riscuoteva parte del denaro.
La libertà poteva essere totale o parziale in base al volere del padrone. Nel primo caso lo schiavo era protetto da qualsiasi tentativo di porlo nuovamente in schiavitù (come, per esempio, dagli eredi del padrone che lo aveva affrancato). Nel secondo caso lo schiavo doveva sottostare a un contratto, che fissava alcuni limiti alla sua libertà. Il contratto più restrittivo era il paramone, un contratto di breve durata consistente nel mettere a disposizione del padrone l'attività lavorativa dell'affrancante. Una volta liberato, lo schiavo non godeva però degli stessi diritti di un cittadino. Platone, nelle Leggi, scrive che il liberto:
(Platone, Leggi, XI, 915 a-c)

### Gli schiavi a Sparta
I cittadini spartani utilizzavano gli iloti, un gruppo, etnicamente differente dagli Spartani, ma dipendente dallo stato (anche se non è sicuro che gli iloti fossero schiavi personali). Sono presenti menzioni di alcune manomissioni da parte degli Spartani (probabilmente non riguardanti gli iloti) e di vendite al di fuori della Laconia come per il poeta Alcmane. Tra gli altri schiavi non iloti si ricordano: Filosseno, che fu schiavizzato insieme ai suoi concittadini quando Nicia conquistò l'isola di Citera durante la guerra del Peloponneso (in seguito sarà venduto a un ateniese); un cuoco spartano venduto a Dionisio il vecchio o a un re del Ponto, come scrive Plutarco; e le famose nutrici spartane, molto apprezzate dagli Ateniesi.
In alcune opere si menzionano sia gli schiavi personali sia gli iloti, distinguendoli in due entità differenti. Platone, nell'Alcibiade primo, cita la «proprietà di schiavi, e in particolare di iloti» tra i ricchi spartani e Plutarco scrive circa «gli schiavi e gli iloti». Infine, secondo Tucidide, l'accordo che fece terminare la rivolta degli iloti del 464 a.C. stabilì che nessun ribelle della Messenia che in futuro dovesse essere trovato nel Peloponneso poteva «essere schiavo di colui che lo aveva catturato», ciò significa che la schiavitù personale (al di fuori dei Messeni)  era permessa al tempo.
Gran parte degli storici moderni sono quindi concordi che a Sparta erano presenti degli schiavi personali, al massimo dopo la vittoria spartana della guerra del Peloponneso (404 a.C.), ma comunque non in grande numero e solo tra le classi sociali più abbienti.

## Condizioni degli schiavi

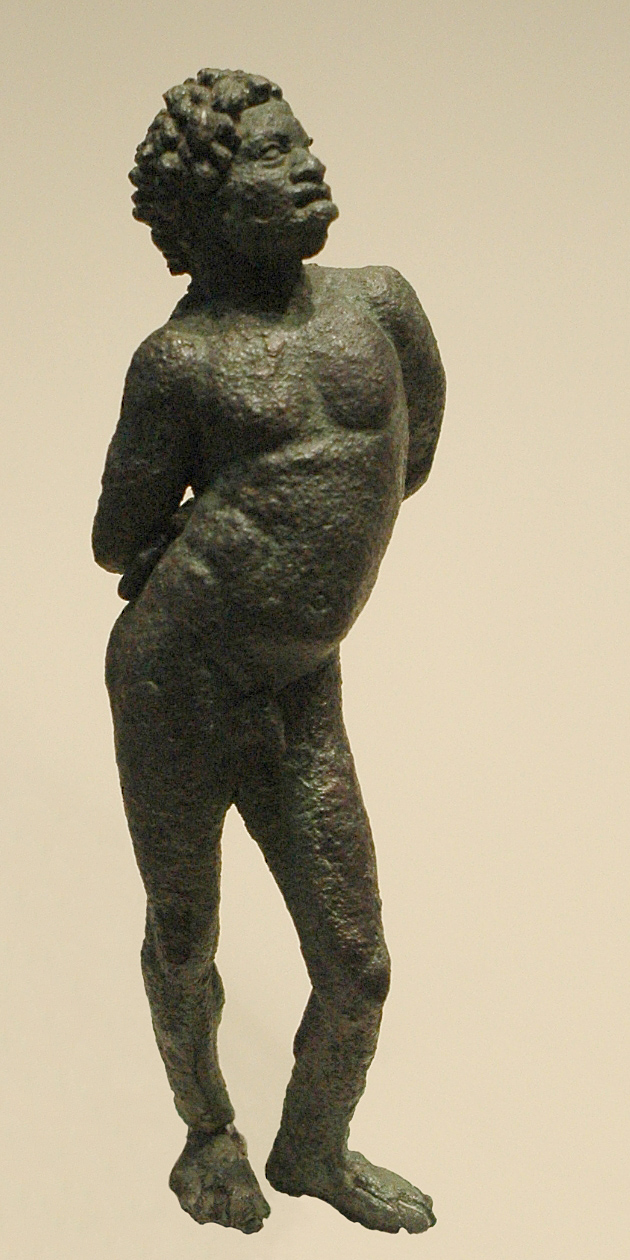
Uno schiavo nero dell'Egitto tolemaico con mani legate (Museo del Louvre, Parigi)

È difficile stimare le condizioni degli schiavi nell'antica Grecia; «lavoro, disciplina e cibo» sono i loro compiti secondo lo pseudo-Aristotele. Il consiglio di Senofonte era di trattarli come animali domestici, per punire gli atti di disobbedienza e ricompensare i buoni comportamenti. Al contrario, Aristotele consiglia di usare un trattamento simile a quello dei bambini e di non imporre solo ordini ma anche raccomandazioni, affinché lo schiavo sia in grado di capire le ragioni per cui è deprecato un certo comportamento.
Nella letteratura greca sono spesso presenti scene di schiavi che vengono frustati, come modo di forzarli al lavoro, così come il controllo delle razioni di cibo, dei vestiti e delle ore di riposo. Nell’Antica Roma era comune spogliare gli schiavi o i prigionieri di guerra come segno di ulteriore umiliazione.  La violenza veniva spesso utilizzata dal padrone o dal supervisore del lavoro dello schiavo, il quale, talvolta, era anche lui in condizione di schiavitù. Così succede in una commedia di Aristofane, I cavalieri, in cui due schiavi si lamentano del fatto di «essere stati feriti e percossi senza rispetto» dal nuovo supervisore. Sempre in una commedia di Aristofane si legge:
(Aristofane, La pace, vv. 743-749 (trad. di Ettore Romagnoli))
La condizione degli schiavi variava molto in base al lavoro che svolgevano; gli schiavi delle miniere del Laurio e le pornai (prostitute) vivevano un'esistenza violenta e brutale, mentre gli schiavi pubblici, gli artigiani, i commercianti e i banchieri godevano di relativa indipendenza. In cambio di una ἀποφορά (apophorá, "tassa") pagata al padrone, potevano vivere e lavorare da soli, e talvolta riuscire a guadagnare abbastanza denaro per ottenere la libertà. Cercare di emanciparsi era sicuramente una motivazione per risparmiare denaro, anche se il numero di schiavi affrancati sul totale resta sconosciuto.
Gli antichi scrittori ritengono che gli schiavi ateniesi godessero di «una particolare felicità». Lo pseudo-Senofonte deplora queste libertà scrivendo «così questi e i meteci prendono i più grandi permessi; tu non puoi neanche colpirli, e loro non si fanno da parte per lasciarti passare». Nonostante i buoni trattamenti, non si poté prevenire la fuga di 20 000 schiavi ateniesi (la maggior parte di questi probabilmente artigiani) che, verso la fine della guerra del Peloponneso, si schierarono con gli Spartani che erano a Decelea. Il titolo di una commedia di Antifane, La caccia degli schiavi fuggitivi (Δραπεταγωγός), lascia ipotizzare che gli scontri con gli schiavi fossero piuttosto comuni (nonostante rivolte come quella di Spartaco a Roma non siano mai state attestate). Ciò può essere spiegato considerando la relativa dispersione degli schiavi in Grecia, che preveniva il rischio di azioni organizzate. Si hanno comunque alcune menzioni di rivolte individuali, anche se rare, contro il proprio padrone: in un discorso di Antifonte viene citato il tentativo di assassinio del padrone da parte di uno schiavo adolescente.

## Considerazioni

### Considerazioni storiche

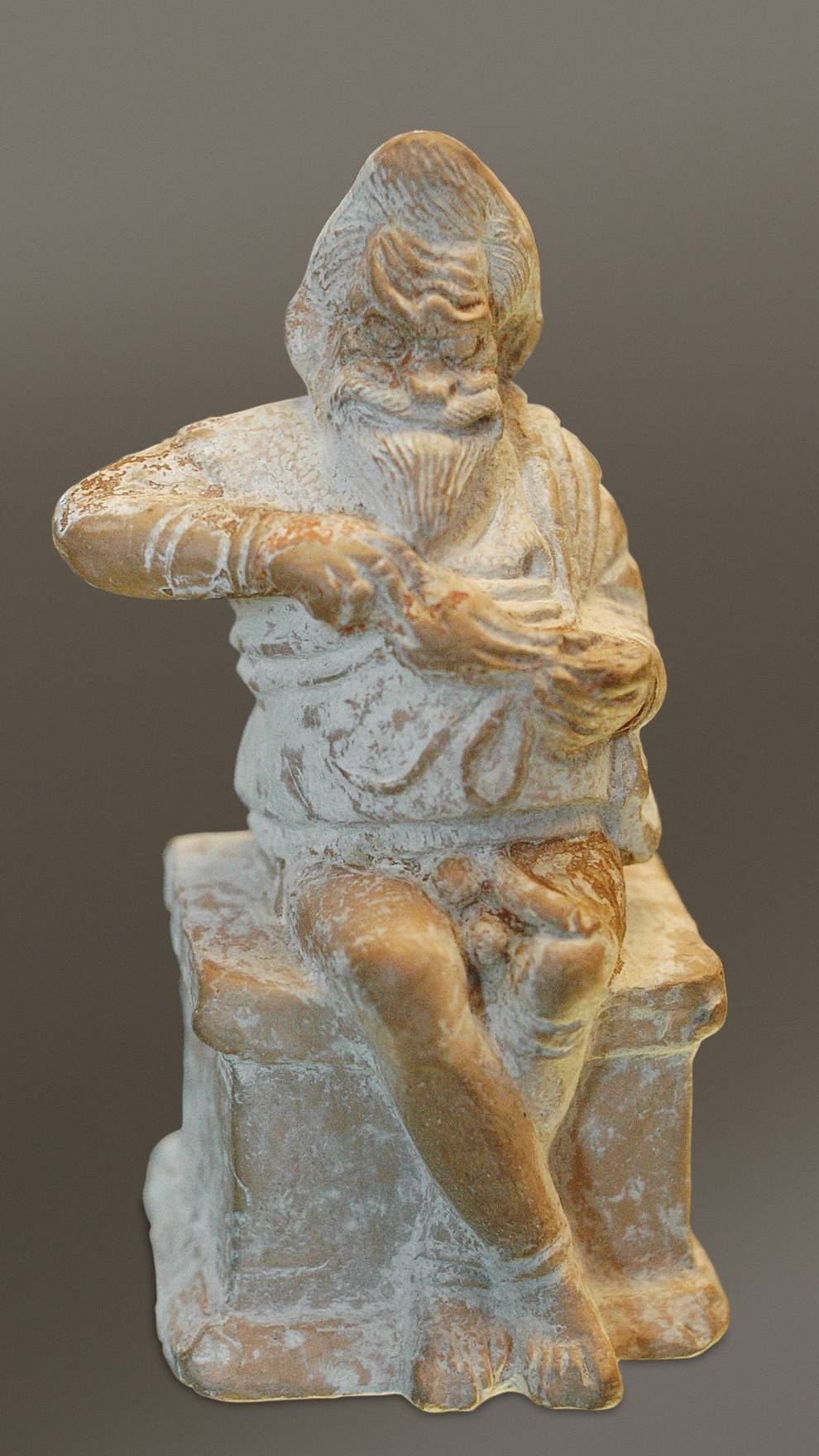
Raffigurazione di uno schiavo seduto su un altare che guarda in un borsellino rubato (400–375 a.C., Museo del Louvre, Parigi)

Pochissimi scrittori dell'antichità menzionano la schiavitù nelle loro opere. Per Omero e per gli scrittori pre-classici la schiavitù era una diretta conseguenza della guerra, come per Eraclito che afferma: «la guerra è padre di tutto, re di tutte le cose... trasforma alcuni in schiavi e altri ne libera».
Durante il periodo classico, la schiavitù divenne necessaria per l'economia. Dal punto di vista filosofico, il dualismo tra schiavitù e libertà emerge in più scrittori, come in Eschilo, ne I Persiani, dove afferma che i Greci «non son servi: niun mortale segna ad essi la sua legge»; al contrario i Persiani, nella tragedia Elena di Euripide, «sono tutti schiavi tranne uno [il Gran Re]». Ippocrate, nel V secolo a.C., cerca di dare una spiegazione all'estesa schiavitù orientale affermando che il clima caldo dell'Anatolia rendeva le persone placide e sottomesse. Questa spiegazione è ripresa anche da Platone e da Aristotele nella Politica dove sviluppa il concetto di schiavitù naturale, in cui «l'essere che può prevedere con l'intelligenza è capo per natura, è padrone per natura, mentre quello che può col corpo faticare, è soggetto e quindi per natura schiavo». Al contrario degli animali, uno schiavo è in grado di comprendere le ragioni ma «non ha per nulla la capacità di decisione». Distaccandosi da Aristotele, Alcidamante afferma che «nessuno è schiavo per natura».
Sulla linea di Alcidamante, comincia a svilupparsi tra i sofisti il concetto che certi uomini, sia greci che barbari, nascano schiavi e certi altri nascano invece liberi. Lo stesso Aristotele riconosce quest'ultima possibilità e afferma che la schiavitù non poteva essere irrogata se non quando lo schiavo non appartiene a se stesso, in accordo alla sua teoria sulla "schiavitù naturale". Così anche i sofisti conclusero che la schiavitù non era una questione sociale ma di spirito (anch'esso naturale e acquisito dalla nascita); in questo modo, come nota Menandro, rivolgendosi allo schiavo, «abbi la testa libera dai pensieri, sebbene tu sia schiavo: e vedrai che non lo sarai ancora per molto tempo». Questa idea, ripresa dagli stoici e dagli epicurei, non era tanto un incitamento alla ribellione contro la schiavitù (termine che assume anche significato morale), quanto una semplice banalizzazione.
Nell'antica Grecia era impossibile comprendere una società priva di schiavi. Anche nella terra immaginaria di Aristofane (Νεφελοκοκκυγία, Nephelokokkyghía), descritta negli Uccelli e nella città ideale di Platone descritta nelle sue Leggi e ne La repubblica, erano presenti gli schiavi. Le città utopiche di Falea di Calcedonia e Ippodamo sono basate su un'equa distribuzione dei beni tra tutte le persone libere, mentre gli schiavi sono utilizzati come artigiani e braccianti. Nelle "città capovolte", descritte nel Lisistrata e ne Le donne alle Tesmoforie, le donne salgono al potere o passano a gestire i latifondi, ma lo schiavo non viene descritto come capo del suo padrone. L'unica società priva di schiavi era quella dell'età dell'oro, dove tutti i bisogni venivano subitamente placati. In questo tipo di società, come spiega Platone, non c'erano ruoli fissi: uno poteva raccogliere i frutti di un campo senza necessariamente averlo seminato. Nella società immaginaria delle Anfizionie di Teleclide dei pani d'orzo combattono con delle pagnotte di grano per l'onore di essere mangiate dagli uomini; gli oggetti si muovono: la pasta si impasta, l'acqua si versa. Solo qui, fuori dal tempo e dallo spazio, non esistono schiavi.

### Considerazioni moderne

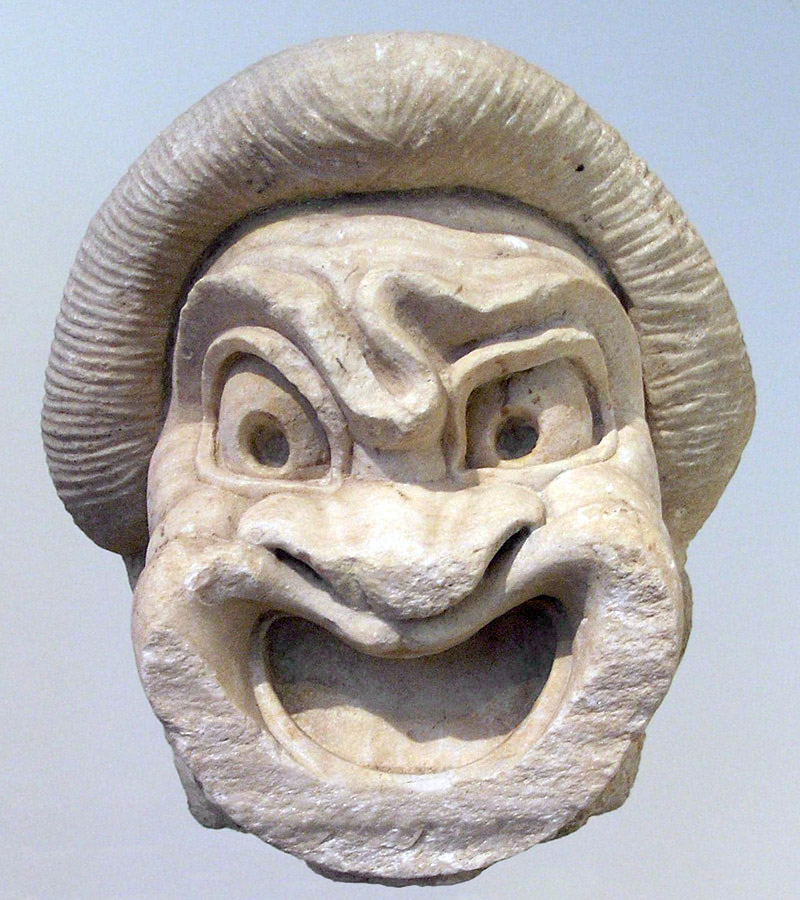
Maschera teatrale del Primo schiavo nella commedia greca antica (II secolo a.C., Museo archeologico nazionale di Atene)

La schiavitù dell'antica Grecia è stata spesso fatta oggetto di discorsi apologetici tra i Cristiani che sono tradizionalmente insigniti del merito di averla abolita. Dal XVI secolo l'esistenza del colonialismo ebbe un notevole impatto sulla questione della schiavitù, tra chi la sosteneva e chi ne denunciava i misfatti. Così Henri-Alexandre Wallon pubblicò History of slavery in Antiquity (La storia della schiavitù nell'antichità) nel 1847, insieme ad altri lavori, tutti volti a cercare di abolire la schiavitù nelle colonie francesi.
Nel XIX secolo, sulla questione emerse un dibattito di carattere politico-economico volto a distinguere le fasi della schiavitù nell'organizzazione della società umana e a identificare correttamente il luogo compreso dalla schiavitù greca. Decisiva risultò essere l'influenza del filosofo Marx: per lui le società antiche erano caratterizzate dallo sviluppo della proprietà e dal carattere primario (e non secondario come nella società pre-capitalistiche) della schiavitù come modo di produzione. Il positivismo, rappresentato in particolare dallo storico Eduard Meyer (che scrisse La schiavitù nell'antichità, 1898), andò presto in conflitto con le teorie marxiste. Secondo Meyer la schiavitù costituiva il fondamento della democrazia greca, come un fenomeno di carattere sociale, e non economico.
Con lo sviluppo della storiografia moderna nel XX secolo (con scrittori come Joseph Vogt) la schiavitù cominciò a essere vista come una condizione necessaria per lo sviluppo delle élite. Vogt ritiene che la società moderna, fondata sui valori umanistici, abbia sorpassato ogni motivazione per sviluppare le classi elitarie. Anche con gli studi del XX secolo, non si sono riuscite a chiarire due questioni fondamentali: se la società dell'antica Grecia possa o meno definirsi "fondata sulla schiavitù" e se gli schiavi costituissero una vera e propria classe sociale.